# Bulbostylis aturensis
Bulbostylis aturensis là một loài thực vật có hoa trong họ Cói. Loài này được (Maury) C.B.Clarke mô tả khoa học đầu tiên năm 1908.